# 図月つくる
図月つくる（ずつき つくる、Zutsuki Tsukuru）は、株式会社ゆにクリエイト運営「ライヴラリ」所属の日本のYouTuber。主にYouTubeやTwitterで活動をしている。メイキャップ担当は五月猫。

## 来歴
2022年
- 2月23日、ゆにクリエイト新人オーディションが難航する中、餅月ひまりの友達「しょうゆちゃん」として面接を受ける。
- 4月3日、餅月ひまりの配信で、ゆにクリエイトのタレントとして正式に採用される。。同日、Twitterアカウントを公開。
- 4月26日、図月つくるとして動画初投稿。
- 5月28日、餅月ひまり事務所所属2周年ライブに司会として登場。
- 6月13日、YouTubeチャンネル登録者数1万人を突破、収益化＆メンバーシップ開設。
- 7月16日、自身の配信で日本漢字能力検定準2級の合格を発表。
- 8月4日、インターネットラジオ音泉の番組「株式会社サラひまり」に初のゲストとして出演。後日、自身のチャンネルでも「つくツアー」として音泉の取材動画を公開。餅月ひまり体調不良による代理出演の際は「技術部長」として出演した。
- 9月29日、図月つくる誕生祭2022ライブ開催。ゲストに餅月ひまり。

2023年
- 1月28日、自身の配信で第二種電気工事士の合格を発表。
- 4月20日、特撮実況・考察を得意とするルル=ルチカが配信ゲストに登場、自身のチャンネルとしては初の事務所外タレントとのコラボ実現。
- 11月22日、2023年11月30日に活動を終了する事を発表。

## キャラクター
餅月ひまりのゲーム仲間で、ゆにクリエイト新人オーディションが難航している最中、餅月ひまり直々にスカウトされた。その後の面接や訓練で真面目な取り組み姿勢が評価され、2022年4月に正式に所属タレントとして採用された。
DIYや電子工作を得意とし、これらは自身の配信チャンネルで定期的に公開しているほか、散策系動画「つくツアー」では東京ビッグサイトなどで行われる産業向け見本市・展示会へ参加し、動画で報告を行っている
生配信では雑談・ゲーム実況のほか、特撮番組が好きなため土曜日曜の午前に放送される特撮番組（ドアサ・ニチアサ）の同時視聴配信を行っている。
学生時代はテニス部で、スノーボードを嗜むなど運動も得意としている。

## 交友関係
- 餅月ひまり
  - 事務所の先輩。しばしば動画や配信で相互にコラボしている。[22]。餅月ひまりはアダルトゲームを得意としているが、餅月ひまりから借りたアダルトゲームは自室のクローゼットの奥底にしまわれたままとなっている[23]。
- 歩サラ
  - 「株式会社サラひまり」関連で共演[24]。

## 出演

### ゲーム
2022年
- 常世ノ塔（6月、公式カスタムキャラクター図月つくる）